# Curtis O. B. Curtis-Smith
Curtis Otto Bismarck Curtis-Smith, connu également sous les noms de Curtis O. B. Curtis-Smith ou parfois C. C. Smith, né le 9 septembre 1941 à Walla Walla – mort le 10 octobre 2014 à Kalamazoo, est un pianiste et compositeur américain.

## Enregistrements
- Twelve Etudes for Piano/The Great American Symphony (GAS!)
  - Musiciens : C. Curtis-Smith, piano, Cologne Radio Symphony Orchestra, Dennis Russell Davies, chef d’orchestre
  - Sortie : 30 avril 2002
  - Label : Albany Records
- Merling Trio Performs Works By C.C. Smith
  - Musiciens : C. Curtis-Smith, Hermann Herder, Bruce Uchimura, Rainer Schumacher, The Merling Trio, Dennis Russell Davies, Stuttgart Wind Quintet
  - Sortie : 22 août 1995
  - Label : Albany Records
- Dlugoszewski/Curtis-Smith: Sonorous Explorations''
  - Compositions: Unisonics et Music for Handbells
  - Musiciens : Curtis Curtis-Smith, piano, Trent Kynaston, saxophone alto, Patricia Wichman, cloches, Rick Uren, cloches, Betsey Start, cloches, Mickey Shroeder, cloches, Jeff Powell, cloches, Connie Klausmeier, cloches, Larry Hutchinson, cloches, Steven Hesla, cloches, Barbara Brenner, cloches, Cary Belcher, cloches, Curtis Curtis-Smith, chef d’orchestre
  - Label : Composers Recordings, Inc./New World Records

- Chihara/Curtis-Smith''
  - Composition : Masquerades''
  - Musicien : William Albright, orgue
  - Label: Composers Recordings, Inc./New World Records